# Ompok pabo
Ompok pabo és una espècie de peix de la família dels silúrids i de l'ordre dels siluriformes.

## Morfologia
Els mascles poden assolir els 24 cm de llargària total.

## Distribució geogràfica
Es troba al Pakistan, el nord-est de l'Índia, Bangladesh i Myanmar.